# مغامرات في جزيرة مهجورة
مغامرات في جزيرة مهجورة مسلسل رسوم متحركة من تأليف "Claude Robinson" أنتج عام 1994، وقد أنتج من المسلسل موسم واحد مكون من 26 حلقة مدة الواحدة 25 دقيقة. والمسلسل إنتاج فرنسي كندي مشترك.
المسلسل فكاهي ومحبب وهو لعمر 6 أعوام وأكبر.

## قصة المسلسل
تدور قصة المسلسل حول البطل «هاملتون كوستو» والذي كان يعمل في جريدة «نيويورك هيرالد» في وظيفة متواضعة، وذات يوم تمنى لو يستطيع أن يعيش حياة مثيرة على جزيرة مهجورة وما إن يسمع رئيس تحرير الجريدة بالفكرة حتى تعجبه جداً ويرسل هاملتون من فوره إلى جزيرة نائية ويشترط عليه أن يكتب قصة كل أسبوع. لكن هذا الأمر جعل صحفياً آخر في الجريدة «جيفرسون» يغار منه ويخطط للإيقاع به بكل ثمن. وهكذا تنطلق السفينة وتترك «هاملتون» على جزيرة مهجورة لكن ما إن يصلها «هاملتون» حتى يكتشف أنه ليس وحيداً بالمرة، فهناك قرية فيها سكان أصليون وفي الطرف الآخر من الجزيرة هناك معسكران واحد للقراصنة الإنكليز والآخر للقراصنة الفرنسيين. ويكتشف «جفرسون» الأمر ويحاول بشتى الطرق أن يخبر الجميع في الجريدة عن الحقيقة لكن لا أحد يصدقه.
تدور كل الحلقات حول محاولة «جفرسون» لفضح «هاملتون» أمام «رئيس التحرير» بأنه لا يعيش وحيداً على الجزيرة وأن كل مغامراته كذب من نسج الخيال. ويتوجب على «هاملتون» وصديقه «فنطازيو» أن يكون كل شيء جاهزاً عندما تصل السفينة مما يتسبب بمفارقات مضحكة مع القراصنة والسكان المحليين وأحداث أخرى تحصل على الجزيرة.

## الشخصيات
- هاملتون: بطل المسلسل، كان يعمل في وظيفة متواضعة في جريدة «نيويورك هيرالد» قبل أن يرقى إلى وظيفة محرر ويسكن الجزيرة، لا يتقن شيئاً سوى لعب الغولف.
- فنطازيو: بطل المسلسل المجهول، شخصية مرحة وفذة وذكية ومبدعة، هو الذي يكتب قصص «هاملتون» بدلاً منه وينصب الأفخاخ للقراصنة ويتعامل مع كل المشاكل التي كان يفترض «بهاملتون» معالجتها.
- جيفرسون: محرر في «نيويورك هيرالد»، يغار من هاملتون ويسعى جاهداً أن يثبت لرئيس التحرير أن هاملتون مجرد خلاّق يخترع القصص وأنه لا يسكن وحيداً في جزيرته.
- رئيس التحرير: كأي رئيس تهمه شهرة جريدته، وبما أن قصص «هاملتون» تجذب القراء فإنه حريص جداً عليها.
- زعيم القرية
- زوجة زعيم القرية
- قائد القراصنة الفرنسيين «فرانسوا»
- قائد القراصنة الإنكليز «هنري»: القراصنة الإنكليز (بعكس الفرنسيين) لبقون ويهتمون بالإتيكيت، فقائدهم مثلاً ينتعل حذاءه دائماً ويشرب الشاي ممسكاً فنجانه بإصبعين ويتحدث بلباقة، والممثل العربي الذي أدى الدور كان بارعاً بتقليد النبرة النبيلة بالحديث.
- التمساح المكشر: شخصية خيالية اخترعها «فنطازيو» لتضفي مزيداً من الإثارة على القصص.

## روابط أخرى
- شارة البداية (بالعربية - على يوتيوب) على يوتيوب.
- الحلقة الأولى على يوتيوب (بالفرنسية) على يوتيوب.

## روابط خارجية
- مغامرات في جزيرة مهجورة على موقع IMDb (الإنجليزية)
- مغامرات في جزيرة مهجورة على موقع ألو سيني (الفرنسية)
- مغامرات في جزيرة مهجورة على موقع قاعدة بيانات الفيلم (الإنجليزية)